# Ghislaine de Menten de Horne
Marie Cécile Armande Ghislaine de Menten de Horne (Elsene, 10 april 1908 – Esneux, 19 september 1995) was een Belgische edelvrouw en kunstenares. Ze maakte deel uit van het geslacht De Menten de Horne dat bekend werd in verzetskringen.

## Familie
Ghislaine de Menten de Horne was de dochter van ridder Adelin de Menten de Horne (1876-1960) en van Marcelle Pirlot (1883-1975). Zij bewoonden eerst het ouderlijke kasteel uit 1735 in Meerhout, bij Antwerpen, voordat het echtpaar naar Elsene, Brussel, verhuisde. Daar werden in 1907 haar oudste zus Christiane en in 1908 Ghislaine geboren. Het huwelijk van Adelin en Marcelle verliep erg moeilijk. Uiteindelijk zijn ze ieder hun eigen weg gegaan.
Het leven van Ghislaine was dat van een in een aristocratische familie geboren vrouw, die – tegen de volledige onverschilligheid van haar ouders en later ook van haar echtgenoot – haar schilderstalenten ontplooide. Twee grote thema's beheersten haar leven: de zoektocht naar de pure esthetiek en de drang naar vrijheid. Deze thema's lagen aan de grond van haar experimenten met verschillende schilderstijlen en graveer- en beeldhouwtechnieken en aan haar actieve deelname aan het verzet tegen de Duitse bezetter. Haar ouders hechtten weinig belang aan de familiale ontwikkeling van hun kinderen. Haar moeder Marcelle Pirlot bracht de meeste tijd door in Parijs, waar ze een mondain leven leidde, terwijl haar vader druk bezig was met zijn carrière in het Belgische leger en met zijn paarden. Marcelle Pirlot was een erg mooie en elegante, maar egoïstische vrouw, die veel succes had in het Parijse uitgaansleven. Adelin de Menten begreep maar weinig van het familieleven.

## Eerste opleiding
In het disfunctionele huwelijk van Adelin de Menten pasten zeker geen kinderen. Daarom werd Ghislaine al vroeg naar het buitenland gezonden, zodat Adelin en Marcelle er geen omkijken naar hadden en elk hun eigen weg konden gaan. Op achtjarige leeftijd (1916) belandde ze in een school in Parijs, waarna ze van de ene kostschool naar de andere werd gestuurd: 1917-1918 Parijs; 1918-1919 Lausanne; 1919-1921 Flône; 1921-1922 Jupille; 1922-1923 Parijs, Cours Dupanloup; 1923-1925 Colmar; 1925-1926 te Brugge bij de "Dames Anglaises" (ook bekend onder de naam " Engels Klooster ").

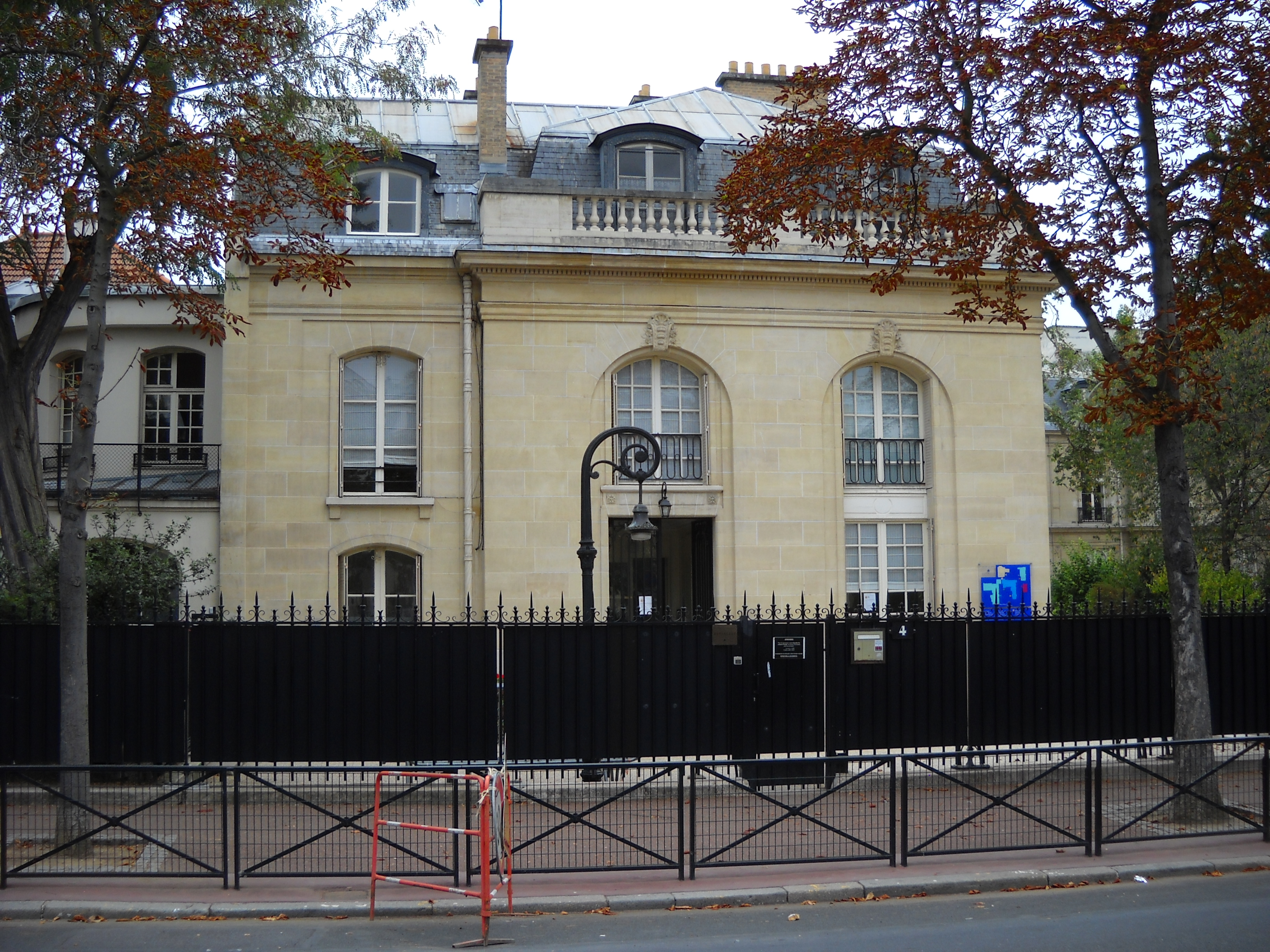
Parijs, Cours Dupanloup in het zestiende arrondissement.

## Artistieke opleiding en de vooroorlogse jaren
Na haar middelbare opleiding werd Ghislaine door haar familie naar Lausanne gestuurd, waar ze in de kostschool "Les Fougères" als studentenbegeleidster werkte (1926-1927). Het is op deze school dat Ghislaine haar eerste kunstlessen in grafiek genoot, linosnede. Een gesigneerde en gedateerde lijnets uit 1925, een zicht op een kanaal, bewijst echter dat Ghislaine al veel vroeger met deze techniek bezig was.
In 1928 verhuisde Ghislaine naar Parijs en trok ze in bij haar moeder. Ze studeerde er kort aan de in de rue de Berry gelegen Académie Julian, waar ze haar eerste lessen in olieverf genoot. Tezelfdertijd nam ze aan de École des Beaux Arts lessen in houtgravure. De lessen aan deze school waren een ontgoocheling. De studenten werden aan hun lot overgelaten en van de docent was weinig te bespeuren.
In 1929 was de verhouding tussen Ghislaine en haar moeder zo verslechterd, dat Marcelle Pirlot haar dochter verzocht een lange reis naar Brazilië te maken. Waarschijnlijk botsten de sterke karakters van Marcelle Pirlot en Ghislaine met elkaar en kon Ghislaine het niet langer vinden met het frivole leven van haar moeder.
In april 1929 reisde Ghislaine van Parijs naar Rio de Janeiro. Ze vierde haar eenentwintigste verjaardag tijdens de oversteek, zonder haar familie. In Brazilië maakte ze enkele olieverfschilderijen, die echter allen verdwenen zijn. Brazilië beviel haar slecht en in de herfst van 1929 keerde ze terug naar Parijs.
Terug in de Franse hoofdstad, studeerde ze kort aan de Académie de la Grande Chaumière nabij de Jardins du Luxembourg. De symptomen van een in Brazilië opgelopen malaria-infectie flakkerden kort na haar aankomst weer op. Een tuberculose-onderzoek in Parijs wees tevens op de mogelijkheid dat Ghislaine aan tuberculose leed. Haar moeder stuurde haar daarom onmiddellijk naar een kuuroord in Montana (1930) (Zwitserland), waar al gauw werd vastgesteld dat de malariainfectie de tuberculinetesten verstoord had.
Marcelle Pirlot zag haar dochter liever niet naar Parijs terugkeren en zorgde ervoor dat Ghislaine nog een jaar in het kuuroord werd gehouden. In mei 1931 keerde Ghislaine terug naar Parijs en studeerde er schilderkunst en houtgravure in het atelier van schilder en graveur Paul Bornet (1878).
In de periode 1929 – 1931 kwam een groot aantal prenten tot stand. In 1930 graveerde ze de illustraties voor het boek van Chateaubriand, "Atala". Deze illustraties werden op het Parijse Salon des Indépendants van 1931 tentoongesteld.
De verhouding met haar moeder verslechterde steeds meer en in de zomer van 1931 vertrok Ghislaine naar het ouderlijke kasteel in Meerhout. Tijdens haar verblijf bij haar vader, kreeg Ghislaine een brief van haar moeder met het verzoek nooit meer naar de Franse hoofdstad terug te keren. De Menten was toen 24 jaar en besloot om in Brussel aan de "Académie Royale des Beaux Arts" in de Zuidstraat haar grafische technieken te verbeteren.
Volgens het "Régistre Matricule" van deze Academie, werd Ghislaine op 5 oktober 1931 toegelaten in de klas "Dessin Antique" (in 1932 behaalde ze in deze klas de vierde prijs) en in de avondklas "Modellage Tête Antique" (in 1932 behaalde Ghislaine in deze klas de "Eerste Prijs" voor haar tekening van de "Slaaf" van Michelangelo, naar een plaasteren model dat zich vandaag nog steeds in de Brusselse academie bevindt). Het jaar daarop (1932-1933) behaalde ze de eerste prijs in de cursus "Dessin Modèle Alterné" en de vierde prijs in de eerste klas - "Section Inférieure" – "Peinture/Décoration" van Emile Fabry (1868-1966). In 1933-1934 behaalde ze in dezelfde klas – "Section Supérieure" de "Tweede Prijs".
Na haar studietijd aan de Brussels Academie schetste Ghislaine regelmatig in het atelier van beeldhouwster "Mademoiselle" M. Sigart aan de Louisalaan. Hier leerde ze de Belgische schilders Louis-Henri De Villez (1855-1941) en Marguerite Putsage (1868-1946) kennen. Ook leerde ze er de Franse filosofe Marie-Anne Cochet kennen, die in 1925 voor haar ‘Le Solipsiste" schreef, een filosofisch geschrift over de eenzaamheid. Ghislaine kon zich in dit geschrift erg goed herkennen. De eenzaamheid – die haar haar hele leven zou begeleiden - leerde ze al op heel jonge leeftijd kennen.
In 1935 raakte ze bevriend met Paul Valéry en illustreerde de Menten een luxe uitgave (een herdruk) van zijn gedichtenbundel La Jeune Parque met zestien aquatinten. Als dank schreef Valéry aan de Menten: "Mademoiselle, J'ai examiné avec le plus vif intérêt la suite de planches que vous avez bien voulu me remettre et que vous destinez à illustrer le texte de La Jeune Parque. Ces belles épreuves en couleurs témoignent d'une possession peu commune du difficile métier de l'aquatinte. Dans certains d'entre elles la taille et la morsure très nettes et fermes s'accordent particulièrement bien avec la finesse des tons et le subtil emploi des grains. Cette technique complexe vous a permis de réaliser des compositions d'ordonnance très noble, dont chacune s'inspire directement d'un vers du poème, et l'interprête avec la sincerité d'un primitif. Il y a de l'ancienne Flandre dans votre vision de la Jeune Parque et je trouve cette combinaison très savoureuse. Veuillez Mademoiselle, agréer tous mes compliments pour votre oeuvre, avec mes remerciements et mes hommages. (get.) Paul Valéry". Uitgever Goosens vroeg de Menten om ook Valéry's werk l'Album de Vers Anciens te illustreren. Door het uitbreken van de Tweede Wereldoorlog en onmiddellijk na de oorlog haar "expatriëring" naar Belgisch Congo, zag deze uitgave nooit het licht. De originele zink- en koperplaten voor deze uitgave waren toen wel reeds gemaakt.
In 1938 studeerde Ghislaine een jaar schilderkunst in het Brusselse atelier van de in 1922 naar Parijs gevluchte Russische schilder Leonid Frechkop (1897-1982), voor wie de Menten verschillende malen als model diende. Hij zou op het latere werk van de Menten grote invloed uitoefenen. In hetzelfde jaar illustreerde De Menten het boek "Poèmes et Pensées" van voornoemde Marie-Anne Cochet, met vijf kopergravures.
Halverwege de jaren 30 leerde Ghislaine in Meerhout het echtpaar Marie van Gilse en Frans Slager leren kennen. Beiden waren schilders. Marie gaf op "De grote Hoeve", een oude, uitgestrekte bezitting met landerijen en pachtboerderijen die Marie van haar vader geërfd had, teken- en schilderlessen. Zo-ook aan Ghislaine. Er zijn ook een aantal leuk geïllustreerde brieven uit de jaren 1936-1938 van Frans Slager aan Ghislaine, waaruit blijkt dat Frans bijzonder op haar gesteld was. Gedurende twee jaar is Ghislaine er regelmatig met Marie Slager-van Gilse op uit getrokken om in en om Meerhout landschappen en portretten van boeren te schilderen, waarbij haar stijl steeds meer door de Slagers werd beïnvloed.

## Het verzet
De Tweede Wereldoorlog onderbrak voorlopig haar artistieke loopbaan: in april 1942 gaf ze nog een tentoonstelling, in de nu verdwenen "Galerie de la Tois d'Or" aan de Louizalaan in Brussel. Haar afkeer voor het dictatoriale en aculturele regime dat zich tijdens de eerste jaren van de Tweede Wereldoorlog in België had gevestigd was zo groot dat ze reeds in het begin van de oorlog contact had gezocht met de verzetsbeweging en uiteindelijk aansloot bij het LUC-MARC netwerk. Deze verzetsgroep had met de vlucht van verzetsman Leclercq naar Londen in 1942 te kampen met verbindingsproblemen tussen het Verzet en Londen.
Om deze problemen het hoofd te bieden werd in de nacht van 23 op 24 juni 1942 een radiotelegraaf uit Londen naar België gestuurd. Deze radiotelegraaf was Max Londot, een ingenieur en reserve-officier uit het Belgische leger. Londot dook vanaf 7 juli 1942 onder bij de Menten te Brussel. Er ontstond een hechte vriendschap tussen hen en samen leidden ze het netwerk. Na de oorlog werden Max Londot en Ghislaine de Menten erkend als Inlichtings- en Actie Agenten. Max werd benoemd tot luitenant-kolonel en Ghislaine tot kapitein.
Ghislaine werd Londots "back-up": ze was geheel over de structuur en de werking van het netwerk ingelicht, zodat ze desnoods - bij elke arrestatie van een verzetsmedewerker - het netwerk in stand kon houden. Als "cover" had ze in die tijd een baantje bij de krant La Libre Belgique.
In deze samenhang werd Ghislaine tot tweemaal toe door de Gestapo gearresteerd, opgesloten en ondervraagd in de gevangenissen van Sint-Gillis (21 oktober 1942) en van Vorst (van 3 december 1942 tot 9 maart 1943).
Toch werd ze steeds vrijgelaten, omdat - zoals De Menten het zelf vertelde - ze steeds het domme aristocratische meisje speelde, dat enkel kon schilderen en dat van niets wist. Na haar vrijlating besloot de Menten haar toenmalig adres te verlaten en met valse papieren en onder een valse naam een huis te huren in de 'rue Berckendael' te Brussel. Om aan de Gestapo te ontkomen, verhuisden Londot en de Menten steeds vaker naar andere onderduikadressen.
De Menten nam deel aan verschillende offensieven tegen de bezettende macht, waaronder het Ardennenoffensief (1944), tijdens dewelke ze zich met transmissiemateriaal aan de frontlijn bevond en/of explosieven voor het verzet transporteerde. "Lors de ces expéditions je me suis réalisée ce que ça voulait vraiment dire d'entendre des balles siffler pardessus la tête" ("Tijdens deze expedities besefte ik hoe het werkelijk is om de kogels boven je hoofd te horen suizen"), vertelde Ghislaine. Voor haar inzet tijdens de Tweede Wereldoorlog kreeg Ghislaine verschillende onderscheidingen: Ridder in de Kroonorde (met palm), het Kruis van 1940 (met palm), de Medaille van de Weerstand, de Herdenkingsmedaille 1940-1945, het Kruis van Politieke Gevangene en de Britse "Medal in the Cause of Freedom".
Na de oorlog heeft ze nooit meer een voet in Duitsland gezet.

## Huwelijk

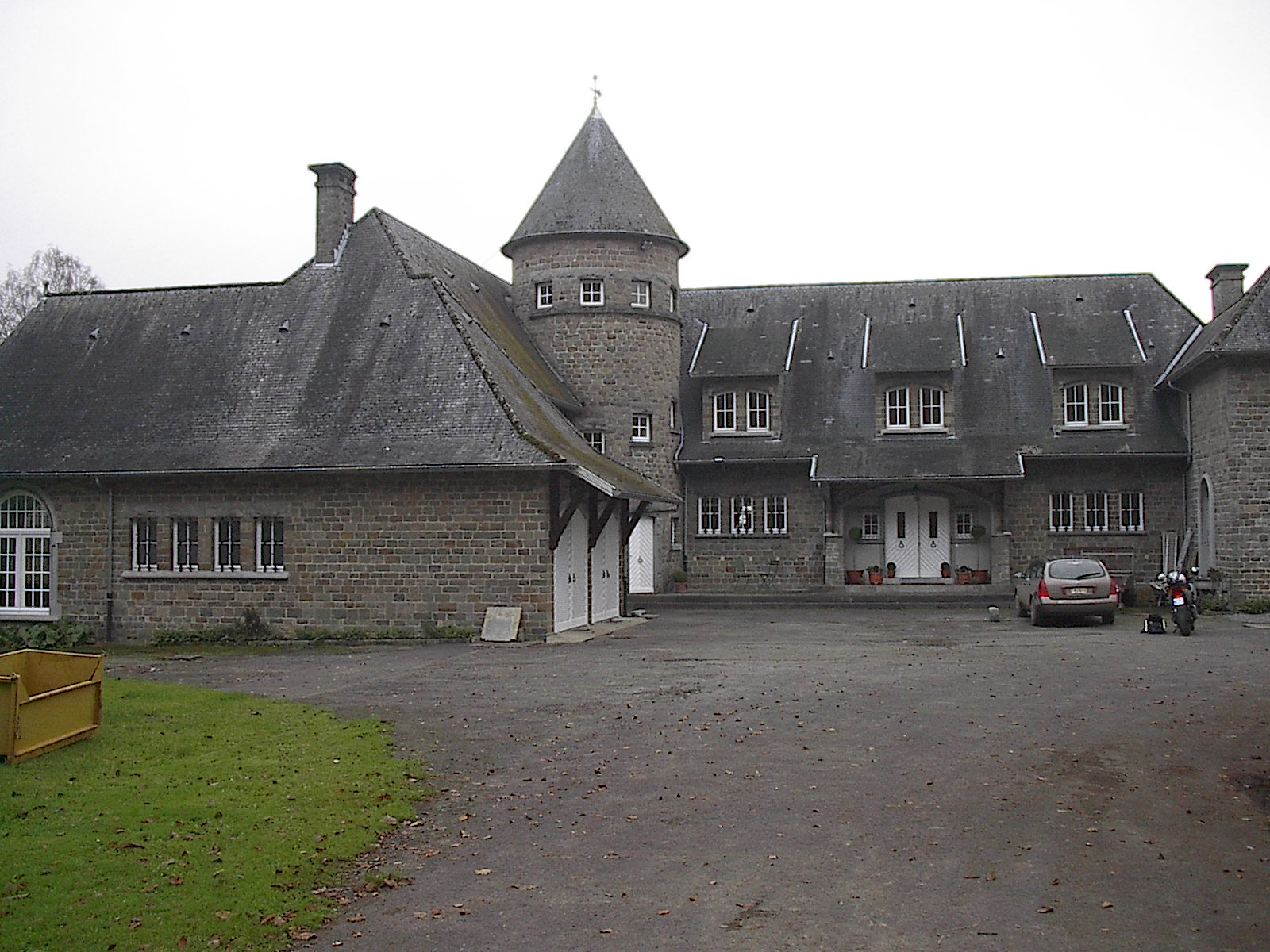
Kasteel van Sparmont, in de heuvels van Comblain-Fairon

Op 28 november 1945 huwde Ghislaine de Menten de Horne met Max Londot. "Ce nétait pas un marriage d'amour", zei Ghilsaine, "Seulement, c'était la chose à faire. Mais je ne l'ai jamais aimé. Et maintenant, à la fin de ma vie, je le considère comme mon meilleur ami" ("Het was geen liefdeshuweijk. Hem huwen is wat ik na de oorlog moreel verplicht was te doen. Maar ik heb nooit van hem gehouden. En nu, aan het einde van mijn leven, beschouw ik hem als mijn beste vriend").
Het echtpaar vertrok in januari 1946 als kolonisten naar Katashola Kuhele en later naar Limera (Kivu), Belgisch Congo. Londot exploiteerde er een koffie- en theeplantage. Ghislaine was er niet gelukkig. Haar jaloerse en autoritaire man verbood haar te schilderen en van enige kunst en cultuur was er in de wijde omgeving niets te bespeuren. Tegen het verbod van haar man in, richtte ze boven de garage van haar woonhuis een schildersatelier in en begon toch opnieuw te schilderen. In deze periode ontstonden vooral stillevens en schetsen van de lokale bevolking.
Na de onafhankelijkheid (1960) van Zaïre keerde het echtpaar terug naar België en vestigde zich in het kasteel van Sparmont te Comblin-Fairon, nabij Hoei.
Omdat het huwelijk zich steeds verslechterde huurde Ghislaine twee appartementen in het appartementscomplex "La Magnanerie" in de Minervalaan 3, te Brussel (Vorst). Het appartement op de 13de etage richtte ze als woning in en de flat daarboven - op de 14de etage - als atelier. Een gevaarlijke en steile zoldertrap uit aluminium verbond intern de twee appartementen. Tijdens de week verbleef ze in Brussel en de weekends bracht ze door in Sparmont.

## De laatste jaren
Naarmate de relatie tussen Londot en Ghislaine verslechterde en Ghislaine ontdekte dat Londot er een andere relatie op nahield, ging ze nog enkel met Pasen, Kerstmis en Nieuwjaar naar Comblain-Fairon (Gemeente Hamoir). Tussen 1961 en 1962 trok Ghislaine elke avond naar het atelier van de Belgische portret- en landschapsschilder Marcel Hastir (1906) in de Handelsstraat te Brussel, waarna ze gedurende enkele jaren aan de Academie van Sint-Gillis naar levend model schetste. Het is in die tijd dat ze de kunstschilder Paul Daxhelet (1905-1993) leerde kennen, die haar kleurenpalet beïnvloedde.
De laatste vijftien jaar van haar leven ging de kunstenares gebukt onder hevige artrose aan de handen. Het werd onmogelijk om het potlood, noch het houtskool goed te beheersen. Daarom nam ze afscheid van de tekenkunst.
Ook de schilderkunst werd een probleem. Niet alleen had ze last van artrose, maar haar zicht werd ook minder en ze verloor inspiratie: "Quand je n'ai plus d'inspiration, je peint des fruits et des légumes", zei ze dan al grijnzend ("Als ik geen inspiratie meer heb, schilder ik fruit en groenten"). Groenten en vruchten werden in die jaren veelvuldig geschilderd, en door de problemen met haar gezicht werd haar kleurenpalet heviger van toon.
Aan het einde van haar leven probeerde ze nog een atelier op te zetten voor het galvaniseren van kunstobjecten. Deze onderneming draaide uit op een financiële ramp. Enkel op voorwaarde dat ze haar onafhankelijkheid kon behouden, en dat haar echtgenoot zich niet in haar kunst zou mengen, aanvaardde ze schoorvoetend de hulp van Max Londot.
Ze overleed in het academisch ziekenhuis van Esneux op 19 september 1995. Ghislaine was een idealiste, een vrijgevochten vrouw, die toch diepreligieus was; die leefde voor de kunst en die nadacht over het leven, het geloof en de liefde. In haar bibliotheek waren onder meer filosofen te vinden als Friedrich Nietzsche, Immanuel Kant, Georg Wilhelm Friedrich Hegel, René Girard, René Guénon, Mircea Eliade, Gustav Meyrink en Rudolf Steiner. In Jacques Collard, 50 Artistes de Belgique, 1984 zegt ze: "Je vis en recluse ... Je me sens, malgré mon apétit de solitude, liée à l'Humanité, tenue à donner quelque chose - de la beauté, naturellement, en tant que artiste" ("Ik leef als kluizenaar. Ik voel me ondanks mijn verlangen naar eenzaamheid verbonden met de mensheid, gebonden om als kunstenares iets te geven: als kunstenares zijnde, pure schoonheid natuurlijk"). Haar werk ging haast uitsluitend over de "vrouw", de "eenzaamheid" en "les choses de la vie", met daarnaast vele stillevens.
Afgeschreven door haar ouders, verlaten door haar man en met de weinige vrienden die ze had, heeft de eenzaamheid haar leven getekend; de eenzaamheid waarvoor ze zelf gekozen had. Ze bewonderde het werk van Artsen zonder Grenzen. Na haar overlijden is - zoals ze het wenste - haar hele collectie schilderijen en tekeningen in 1996 geveild ten bate van Artsen zonder Grenzen te Brussel.

## Korte biografie in data
- 1908: Geboren in het ouderlijk huis te Elsene, Brussel, op 10 april.
- 1916-1926: Eerste opleiding.
- 1926-1927: Eerste lessen in grafiek.
- 1928-1929: Studie aan de Académie Julian (Parijs) en de École des Beaux-Arts (Parijs). Eerste lessen in houtgravure. Kort verblijf in Rio-de-Janeiro (Brazilië).
- 1929-1930: Studie aan de Académie de la Grande Chaumière (Parijs). Wordt voor Malaria behandeld in Montana, Zwitserland.
- 1931-1934: Studeert schilderkunst en houtgravure in het atelier van kunstschilder Paul Bornet (Parijs). Exposeert in de Salon des Indépendants (Parijs). Verlaat Parijs voor goed (herfst 1931). Studeert aan de École Royale des Beaux-Arts te Brussel, bij o.a. Emile Fabry.
- 1934-1938: Leert de kunstschilders Sigart, De Villez en Putsage kennen. Bevriendt zich met Paul Valéry en met de filosofe Marie-Anne Cochet.
- 1938-1939: Studeert bij Leonid Frechkop en leert de kunstschilders Frans en Marie Slager kennen.
- 1940-1945: Is actief in het Verzet. Leidt samen met Max Londot het LUC-MARC netwerk. Wordt hoofd van de inlichtingendienst ARA. Wordt tot tweemaal toe door de bezetter gearresteerd en opgesloten. Huwt op 28 november 1945 te Brussel met Max Londot (huwelijk bleef kinderloos).
- 1946-1960: Vertrekt in januari 1946 met echtgenote als koloniste naar het toenmalig Belgisch-Congo (Kivu). Na de onafhankelijkheid van Zaïre (1960), neemt ze haar intrek in het kasteel van Sparmont. Richt haar atelier te Vorst (Brussel) in.
- 1961-1962: Studeert in het atelier van Marcel Hastir.
- 1995: Overlijdt in het Centre Hospitalier Universitair te Esneux (Luik), op 19 september.

## Werken en stijlen
Het werk van Ghislaine de Menten de Horne omvat zowat 300 à 400 olieverfschilderijen, evenzoveel schetsen en tekeningen, een zeventigtal prenten (Houtgravuren, kopertetsen, Linosneden), een vijftigtal monotypes en een twintigtal plastische figuren. Haar werk varieert van academisch realisme tot naïeve en abstract-symbolische kunst.
Voor de oorlog schildert ze vooral portretten, landschappen, stadsgezichten en vrouwelijke naakten; steeds met een zeker academisch realisme. Mannelijke naakten vindt men in haar oeuvre weinig. Naarmate de tijd verstreek en Ghislaine steeds minder naar levend model schilderde, verstarren de naakten tot haast ideële schimmen van het traditionele vrouwelijke naakt en verdwijnt de vrouw als esthetisch onderwerp. In haar later werk, maken ze nog enkel deel uit van een op doek geschilderd verhaal of idee.
Bloemstukken werden vooral in Belgisch Congo geschilderd: "Pour passer le temps", zei Ghislaine. Ook tekende ze er portretten van de lokale bevolking (in houtskool).
Na haar terugkeer naar België (1960) experimenteert ze met verscheidene stijlen, vooral met naïeve en abstracte schilderkunst. Maar, tot echte abstracte kunst kwam ze nooit. Het begrip abstraheren bleef haar vreemd. Ze bleek geen notie te hebben van abstracte kunstvormen. Zelfs de in Stéphane Rey's kritieken vernoemde "surréalistisch phallisch-ovoïde" werken, zijn nog erg figuratief. Ook maakte ze enige kleine sculpturen. Deze sculpturen werden in brons of in tilium gegoten. Tilum was de naam die Ghislaine gaf aan een zelf samengestelde legering op basis van tin, waarvan enkel de Menten het recept kende. Deze legering smolt op 280 °C, zodat de kunstenares deze legering gemakkelijk in haar atelier kon ver- en bewerken.

## Tentoonstellingen
- Parijs, "Salon des Indépendants", 1931
- Brussel, Galerij "Toison'd'Or", 1942
- Brussel, Galerij "Breughel", 1942
- Brussel, Galerie "Mont Des Arts", 1966
- Brussel, Galerij "La Licorne", 1966
- Brussel, Galerij "l'Atelier", 1968
- Brussel, Galerij "l'Abbaye", 1970
- Brussel, Galerij "l'Ecuyer", 1971
- Brussel, Galerij "L'Angle Aigu", 1974
- Kortrijk, Galerij "Hof Ter Linde", 1975
- Brussel, Galerij "Le 25", 1975
- Sint-Lenaarts, "De Palethoeve", 1975
- Brussel, "Goffin et Taquet", 1975
- Ter Hulpen, Gemeenteschool, 1976
- Brussel, Galerie "L'Angle Aigu", 1977
- Brussel, "rue Darwin", 1979
- Brussel, Galerij Frantz Hermeleers, 1980
- Brussel, Zuidtoren, 1981
- Oostende, Galerij "Tavernier", 1981
- Brussel, Cultureel Centrum J. Frank, 1981 en 1982
- Brussel, "Salons Stéphanie", 1983
- Brussel, "Huis van de Mutualiteiten" 1983
- Brussel, "Société Corona", 1983
- Brussel, Galerij "Hutse", 1984
- Brussel Galerie du Crédit Foncier, datum niet gekend
- Brussel, Veilinghuis "Vanderkindere", 1996 (postuum)